# غرينزغيبفيل
غرينزغيبفيل (بالإنجليزية: Grenzgipfel)‏ هو أحد جبال سلسلة جبال الألب بينيني وجزء من القمة الأم جبل مونتي روزا يقع في بييمونتي، إيطاليا. يبلغ ارتفاع الجبل حوالي 4618 متر، بينما يبلغ ارتفاع نتوء الجبل 15 متر.